# أنطون جوسيبوفيتش
أنطون جوسيبوفيتش (مواليد 22 أكتوبر 1961) هو ملاكم من البوسنة والهرسك، مثّل بلاده في الألعاب الأولمبية الصيفية 1984 وحقق الميدالية الذهبية في فئة الوزن الثقيل الخفيف.

## روابط خارجية
أنطون جوسيبوفيتش على موقع بوكس ريك (الإنجليزية) (registration required)
- أنطون جوسيبوفيتش على موقع أوليمبيديا (الإنجليزية)